# ジョン・F・ケネディ (空母・初代)
ジョン・F・ケネディ (USS John F. Kennedy, CV-67) は、アメリカ海軍のキティホーク級航空母艦の4番艦。ビッグ・ジョンの愛称で呼ばれる。艦名は第35代アメリカ合衆国大統領ジョン・F・ケネディに因んで命名された。同艦は建造当時CVAに分類され、航空戦にのみ使用されたが、後に対潜作戦能力(ASW)を保持し多目的使用が可能となり、艦種はCVに変更された。

## 概要
「ジョン・F・ケネディ」はアメリカ海軍における最後の通常動力型空母。
当初は原子力空母として計画されたが、財政難から通常動力型に変更された経緯がある。そのため建造時期が他の通常型と少々ずれており、「エンタープライズ」とニミッツ級原子力空母1番艦「ニミッツ」の間に挟まれた格好になっている。ある意味では通常動力型と核動力型の過渡期的・例外的な存在と言える。キティホーク級の発展改修型であるが、しばしば同一クラスに分類される。
なお、核動力化された場合の機関構成は「エンタープライズ」ともニミッツ級とも異なっており、「エンタープライズ」で搭載されたA2W型加圧水型原子炉の約2倍の出力を持つA3W型原子炉4基の搭載が予定されていた。
「ジョン・F・ケネディ」の外見上の大きな特徴はアイランド（島型艦橋）と一体化した煙突にある。「ジョン・F・ケネディ」の前に建造されたキティホーク級3番艦「アメリカ」では、飛行甲板への排煙の影響を避けるために、それ以前の艦と比べて煙突を小型化していたが、「ジョン・F・ケネディ」ではさらに一歩進めて、旧日本海軍の隼鷹型と類似した傾斜煙突の形態を採っている。ただし、「ジョン・F・ケネディ」の設計に当たって隼鷹型を参考にしたか否かは定かではない。
「ジョン・F・ケネディ」以降、アメリカ海軍は通常動力型空母の建造を打ち切ったため、傾斜煙突を採用した空母は「ジョン・F・ケネディ」が最初で最後となったが、後に建造されたワスプ級強襲揚陸艦「マキン・アイランド」で再び傾斜煙突が採用され、続くアメリカ級強襲揚陸艦でも取り入れられた。
その他、当初は「アメリカ」と同様、艦首にAN/SQS-23ソナーの装備が予定されており、投錨時にソナードームとの衝突を避けるため、二つあるアンカーの内一つが艦首に装備されている。ただし、「アメリカ」と異なり実際にはソナーは装備されていない。
艦型も以前の空母とは相違点が多い。「エンタープライズ」や他のキティホーク級では左舷アングルドデッキの先端は直角に切り落とされたように角張っているが、「ジョン・F・ケネディ」では前部飛行甲板と斜めに滑らかに連続しており、上方から見ると右舷とほぼ左右対称になっている。これはむしろ後続のニミッツ級に近い形状で、この点では「ジョン・F・ケネディ」はニミッツ級のプロトタイプとも位置づけられる。全長も他のキティホーク級より5.2メートル（17フィート）短い。
日本の横須賀基地を母港とする「キティホーク」の退役後、原子力型でないこの「ジョン・F・ケネディ」を推す声もあったが、結局ニミッツ級の6番艦「ジョージ・ワシントン」が後継空母となった。

## 艦歴
「ジョン・F・ケネディ」は1964年10月22日にバージニア州ニューポートニューズのニューポート・ニューズ造船所で起工した。1967年5月27日にジャクリーン・ケネディとその9歳の娘であるキャロラインによって命名、進水、1968年9月7日に初代艦長アール・イエイツ大佐の指揮下就役した。
「ジョン・F・ケネディ」の処女航海は悪化する中東情勢に対処するため地中海への配備によるものだった。1970年代にF-14 トムキャット艦上戦闘機とS-3 ヴァイキング艦上哨戒機を運用するための改修が行われた。1974年には大西洋艦隊においてマージョリー・ステレット戦艦基金賞を受賞した。
1975年11月22日、ベルナップ級ミサイル巡洋艦「ベルナップ」と衝突事故を起こす。この事故で「ベルナップ」は火災を生じ、その上構部の大半を消失した。事故後「ジョン・F・ケネディ」は「Can Opener」と渾名された。
1976年9月14日、スコットランド100マイル北方において給油作業中に駆逐艦「ボーデロン」 (USS Bordelon, DD-881) がコントロールを失い「ジョン・F・ケネディ」と衝突した。「ボーデロン」はこの事故による損傷のため、1977年に退役した。
1978年後半に「ジョン・F・ケネディ」は最初のオーバーホールを行い、1979年に無事完了した。この年2度目のマージョリー・ステレット戦艦基金賞を受賞している。
1981年に「ジョン・F・ケネディ」は9度目の配置転換で初のインド洋配備となり、スエズ運河を通過する。この航海中にソマリア国家元首の訪問を受ける。
1983年には「ジョン・F・ケネディ」は情勢が悪化するレバノンのベイルートに派遣され、一年にわたって同地域のパトロールを行った。

1989年1月4日、艦載機のF-14がリビア空軍のMiG-23を2機撃墜。
1991年の湾岸戦争に参加。
2001年のアメリカ同時多発テロ事件の翌日の9月12日から14日までニューヨーク沖でコンバット・エアパトロールを行い、アメリカの対テロ戦争の幕開けを象徴する空母となった。
その後は練習艦として使用されていたが、航空隊の訓練は国内の基地で行われるようになり、2007年3月23日に退役した。それに伴って、アメリカ海軍の空母兵力は12隻から11隻へと削減された。
艦内部の船室にはケネディの妻だったジャクリーン・ケネディがデザインした木の羽目板があしらわれていた。この羽目板は艦から取り外され、フロリダ州ペンサコーラの国立海軍航空博物館で再現展示される予定であるが、2008年3月30日現在公開されていない。
2007年7月26日にバージニア州ノーフォークに曳航・保管されていたが、2008年3月17日にタグボートに曳航されて3月22日にフィラデルフィアの海軍艦艇不活性化施設に到着した。その後、「ジョン・F・ケネディ」はモスボール化の上博物館船として寄付も可能な「寄付保留」として保管されていたが、2017年に海軍はケネディの「寄付保留」を取り消して解体することを決定した。2021年10月6日に1セント（約1円）で解体業者に売却された。2025年1月16日、海軍はケネディが解体のためテキサス州ブラウンズビルへ向けて最終航海に出発したと発表した。